# 小行星20527
小行星20527（20527 Dajowestrich）是一颗绕太阳运转的小行星，为主小行星带小行星。该小行星于1999年9月7日发现。

## 轨道参数
小行星20527的轨道半长轴为2.3849369 UA，离心率为0.145。